# Scorpio karakurti
Espèce
Scorpio karakurti est une espèce de scorpions de la famille des Scorpionidae.

## Distribution
Cette espèce est endémique de Turquie. Elle se rencontre dans les provinces de Batman et de Diyarbakır.

## Description
Le mâle holotype mesure 50,47 mm et la femelle paratype 49,67 mm.

## Systématique et taxinomie
Cette espèce a été décrite par Yağmur en 2024.

## Étymologie
Cette espèce est nommée en l'honneur de Serdar Karakurt,. 

## Publication originale
- Yağmur, Hussen, Karakurt, Kurt, Sipahioğlu & Kartal, 2024 : « Two new species of the genus Scorpio L., 1758 from the Southeastern Turkey (Scorpiones: Scorpionidae). » Arthropoda Selecta, vol. 33, no 4, p. 559-581 (texte intégral).